# 3045 Alois
3045 Alois è un asteroide della fascia principale. Scoperto nel 1984, presenta un'orbita caratterizzata da un semiasse maggiore pari a 3,1275527 UA e da un'eccentricità di 0,1166606, inclinata di 3,34507° rispetto all'eclittica.